# تعداد الولايات المتحدة 1910
تعداد الولايات المتحدة 1910 كان التعداد الثالث عشر للسكان يجرى في الولايات المتحدة. تم إجراء التعداد في 15 أبريل 1910. تم تقدير العدد الكلي للسكان بحوالي 92,228,496 بزيادة 21.0% عن التعداد السابق في عام 1900.

## وصلات خارجية
- بيانات تاريخية لتعداد سكان الولايات المتحدة